# École supérieure des officiers de réserve spécialistes d'état-major
L'École supérieure des officiers de réserve spécialistes d'état-major (ESORSEM) est l'une des quatre écoles militaires supérieures de l'Armée de terre et la seule ouverte exclusivement aux réservistes.
Située dans les locaux de l’École militaire à Paris, elle est, depuis 2023, une composante du Centre d'Enseignement Militaire Supérieur Terre. Elle est le passage obligé de tout officier de réserve souhaitant poursuivre une carrière en état-major au-delà des temps de commandement en unité, quelle que soit son arme. 
Après un cursus spécialisé et une sélection rigoureuse, ils deviennent Officiers de réserve spécialistes d'état-major (ORSEM), ce qui les prédestine aux fonctions et responsabilités d’officier supérieur. Depuis peu, des sous-officiers (Sofem) y sont également formés. Toutes formations confondues, l'école accueille jusqu'à 500 stagiaires par an.
Aujourd’hui plus de mille ORSEM actifs servent dans la réserve opérationnelle de premier niveau (RO1) avec des volumes d’engagement importants, pouvant atteindre 150 jours par an,.
Servant sous ESR (Engagement à servir dans la réserve), les ORSEM renforcent les états-majors de l’armée de Terre, interarmées et interalliés en France et à l’étranger (Afghanistan, Tchad, Côte d’Ivoire…). Souvent diplômés de l'enseignement supérieur à titre civil (majoritairement au niveau bac+5), il n'y a néanmoins pas de profil type. Interrogé à ce sujet en septembre 2017, le général Pascal Facon, directeur du Centre de Doctrine et d’Enseignement du Commandement (CDEC), dont dépendait  l'ESORSEM, relevait deux traits répandus chez les stagiaires ERSOSEM: leur « expérience », en opération (souvent plusieurs OPEX ou MISSINT à leur actif) ou dans le cadre de leurs emplois en tant qu'officiers de réserve (comme officiers traitants ou rédacteurs confirmés, à qui l’on peut déjà confier des responsabilités de chefs de cellule) ; et leur « engagement », compte tenu de la nécessité d'un investissement constant et important pris sur leur temps personnel et leur vie familiale, dénotant un « très fort sentiment d’appartenance à la communauté militaire et une très forte volonté de s’engager au service du pays ».
De nombreux ORSEM ont donné leur vie lors des deux derniers conflits mondiaux et dans la résistance. Même en "service courant", certains y laissent leur vie, comme en mars 1969, lorsque cinq ORSEM se tuent dans l'accident d'un hélicoptère lors d'un vol de reconnaissance.
Les diplômés ORSEM se regroupent au sein de la « Réunion des ORSEM », association aujourd'hui "reconnue d'utilité publique" née le 18 novembre 1899 à l'initiative d'officiers "de complément" qui voulaient éviter que se reproduisent les événements de 1870-71 en se formant entre eux au travail d'état-major, source majeure d'infériorité des armées françaises face à leurs adversaires d'alors.
Cette initiative a été consacrée par le Commandement avec ce qui deviendra l’ESORSEM. Cette école sera rattachée à l’École de Guerre en 1911 et reprendra à sa charge la formation, laissant depuis lors à la Réunion des ORSEM la mission de réflexion, d’animation et de représentation du réseau constitué; l'ESORSEM évoluant aujourd'hui en symbiose avec le réseau des ORSEM animé par la Réunion l'École y recrutant même une grande partie de ses instructeurs.

## Historique
Ce cours supérieur d'état-major propre aux réservistes, qui n'a pas d'équivalent dans les autres armées occidentales, a été créé en 1899 par des officiers de réserve rassemblés en « réunion » et rattaché à l'École supérieure de guerre en 1911.
Le choc de la défaite de Sedan (1870) et les enseignements de cette tragique guerre franco-prussienne - notamment des insuffisances du corps d’état-major impérial français - conduisent à de profondes réformes qui voient la naissance de la conscription obligatoire, la constitution d’une armée de réserve encadrée par des officiers et sous-officiers dits « de complément » (les termes officiers de réserve n'apparaissent qu'après 1914) et une refonte complète du corps d’état-major qui cependant ignore la ressource réserve. Dans ce contexte, alors qu'il est vétéran de cette guerre, sous-lieutenant d'artillerie de réserve et fonctionnaire civil au ministère de la Guerre, André Mariotti produit une note (dit « rapport Mariotti ») préconisant d'assurer la permanence d'un service d'état-major grâce notamment à des officiers de réserve formés spécialement et sélectionnés pour leurs aptitudes scientifiques et militaires, après examen validant leur culture générale et leurs connaissances militaires techniques et pratiques. Dix sept ans plus tard, en 1899, le projet Mariotti débouche sur la création à cet effet de la « Réunion des officiers de complément du service d’état-major » qui voit le jour au Cercle national des armées à Paris.
L'initiative des réservistes (la Réunion des ORSEM) a donc précédé la volonté du haut commandement qui cependant avait fini par l'approuver. Au début, les officiers se forment eux-mêmes au sein de leur association avant que le ministère de la Guerre n’accepte la création d’une école d’instruction, qui sera rattachée en 1911 à l’École supérieure de guerre,,.
Cette filière d'excellence a évolué jusqu'à ce jour et demeure malgré la disparition de l’École supérieure de Guerre (1993) dont elle dépendait et la fin de la conscription (1997/2002) en exécution du « plan Armée 2000 » ainsi qu'une réorganisation radicale de l'enseignement militaire supérieur (1993/2009/2016) qui a finalement débouché sur son rattachement au Centre de Doctrine et d’Enseignement du Commandement (CDEC) et la rénovation de son cursus.
La séparation des branches "doctrine" et "enseignement" aboutit à la dissolution du CDEC à l'automne 2023 et au rattachement de l'ESORSEM à la DRHAT, et précisément au Centre d'Enseignement Militaire Supérieur-Terre.
Chronologie synthétique :
- 1882 : rapport Mariotti sur « l'organisation d'un service auxiliaire de l'État-Major général » ;
- 1898 : le chef d'État-Major général de l'Armée, le général Renouard, approuve le projet d'organisation d'une école spéciale d'instruction des officiers de complément et de l'armée territoriale du service d'état-major ;
- 1899 : naissance de la Réunion ; le 18 novembre, 159 officiers répondant favorablement aux idées du Cdt Mariotti (R) de fonder la « Réunion des officiers de complément du service d’état-major », se réunissent pour la première assemblée générale de l'association (Mariotti la présidera de 1909 à 1914) ;
- 1899-1901 : structuration de la formation ; la « Réunion » met en place un « conseil d'instruction » pour dispenser l'enseignement, sous la présidence du Lt.-Col. d'artillerie (breveté) de réserve, Paul Marie Frocard (1848-1932), également haut-fonctionnaire au ministère de la Guerre ;

- 1900 : 

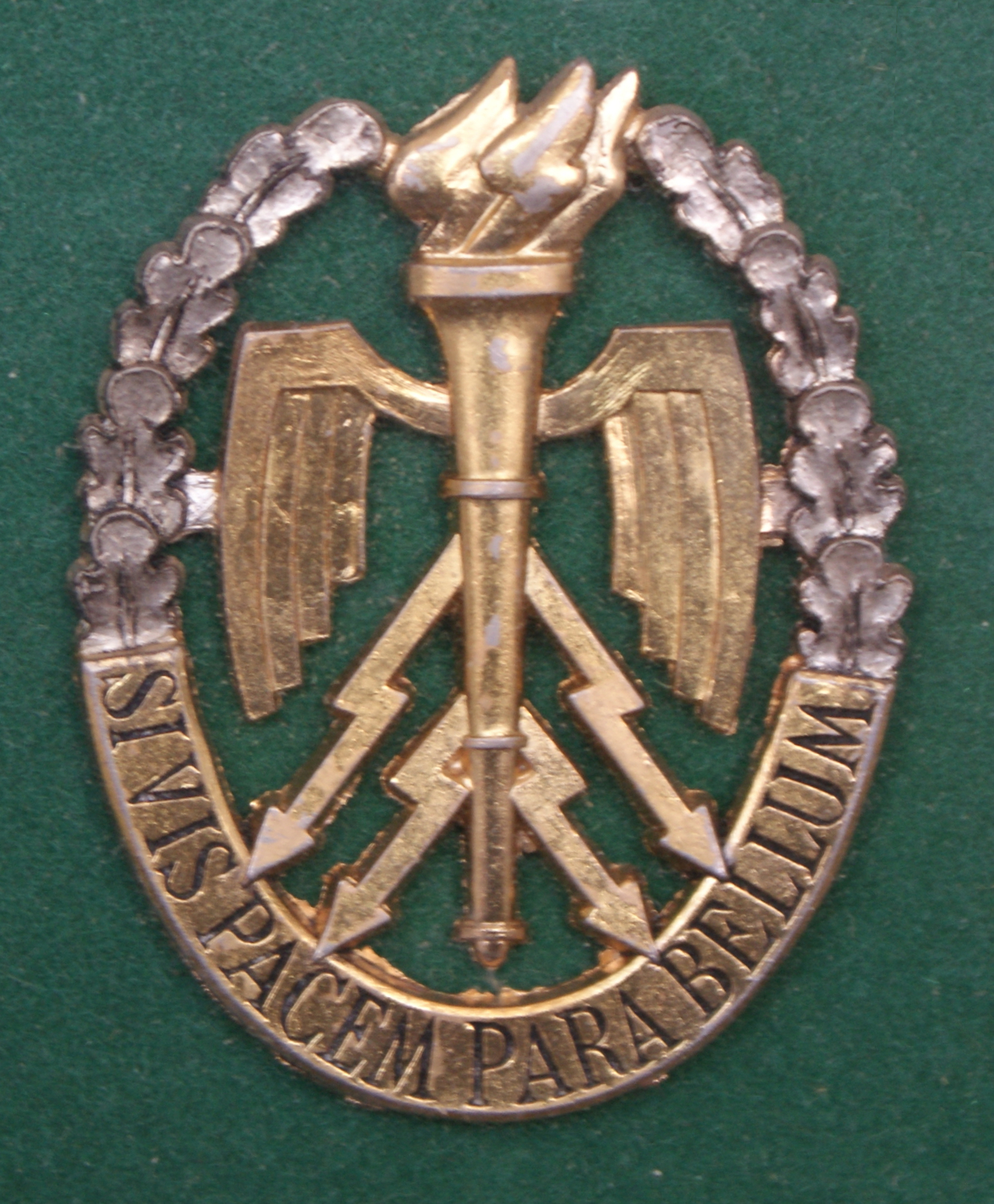
Insigne de l'École supérieure de guerre porté par les stagiaires ORSEM jusqu'en 1982

  - le 21 mars, premier cours d'instruction dit « cours de la Réunion » ;
  - le 19 novembre, le ministre de la Guerre Adolphe Messimy (lui-même saint-cyrien, breveté de l'école de guerre et officier de réserve), sur proposition du Gouverneur militaire de Paris, transforme le « cours de la Réunion » en « École d'instruction » ;
- 1901 : début de l'enseignement au sein de l'« École d'instruction » ; les statuts de la « Réunion » sont modifiés, l'association est désormais bien distincte de l'École ;
- 1911 : l'« École d'instruction » est rattachée à l'École supérieure de guerre ; elle s'installe à l'École militaire à Paris ;
- 1914-1920 : interruption des cours à la suite du déclenchement de la Première Guerre mondiale ; les officiers de réserve formés EM, dont le commandant Mariotti qui malgré son âge reprend du service à cette occasion, jouent parfaitement leur rôle d'auxiliaires du commandement et constituent même les trois quarts de l'encadrement des états-majors à la fin de la guerre en 1918 ;
- 1920-1940 : reprise de l'enseignement ; changement d'appellation de l'« École d'instruction » en « École nationale de perfectionnement des officiers de réserve du service d'état-major » ; la décentralisation des cours en province est amorcée en 1924 avec la création des centres de Lyon, Marseille, Bordeaux et Rennes.
- 1940-1946 : interruption de l'enseignement à la suite de l'invasion de la France par le Troisième Reich ;
- 1948 : l'École de perfectionnement devient « Centre d'instruction des ORSEM » ; elle coopère étroitement avec l'École d'état-major (EEM) à laquelle elle est liée depuis 1946 ; les élèves adoptent l'insigne de l'EEM et l'école reçoit un peu plus tard son fanion avec la devise « Duci et Militi (« Pour le chef et pour le soldat ») qui est commune avec l'EEM ; cette dernière est elle-même rattachée à l'École supérieure de guerre (ESG) en 1949.
- 1951 : une autre dénomination est à nouveau attribuée : le Centre devient « École nationale des ORSEM » ;
- 1952 : l'ENORSEM est à nouveau subordonnée directement à l'École supérieure de guerre ; la notion de « service » est ôtée de son appellation, elle devient ainsi l'ENOREM. Les élèves portent à nouveau l'insigne de l'École supérieure de guerre (photo) ;
- 1958 : l'ENOREM devient « École supérieure des officiers de réserve spécialistes d'état-major » (ESORSEM), qui est son appellation actuelle ; elle devient autonome sous l'autorité du général directeur de l'enseignement militaire supérieur de l'Armée de terre (DEMSAT) ;
- 1982 : un insigne propre à l'ESORSEM est créé, losange et fond rouge, qui reprend le demi-foudre symbole des officiers d'état-major, avec la devise « Ils s'instruisent pour mieux servir » (photo); un nouveau fanion est réalisé avec cette devise ;
- 1999-2000 : célébrations successives du centenaire des ORSEM, puis celui de l'École ; le général commandant l'école devient aussi délégué aux réserves de l'Armée de terre (DRAT) ;
- 2013 : défusionnement de l'ESORSEM avec la Délégation aux réserves de l’armée de terre (DRAT). L'ESORSEM rénove son cursus et complète son offre de formation[20].

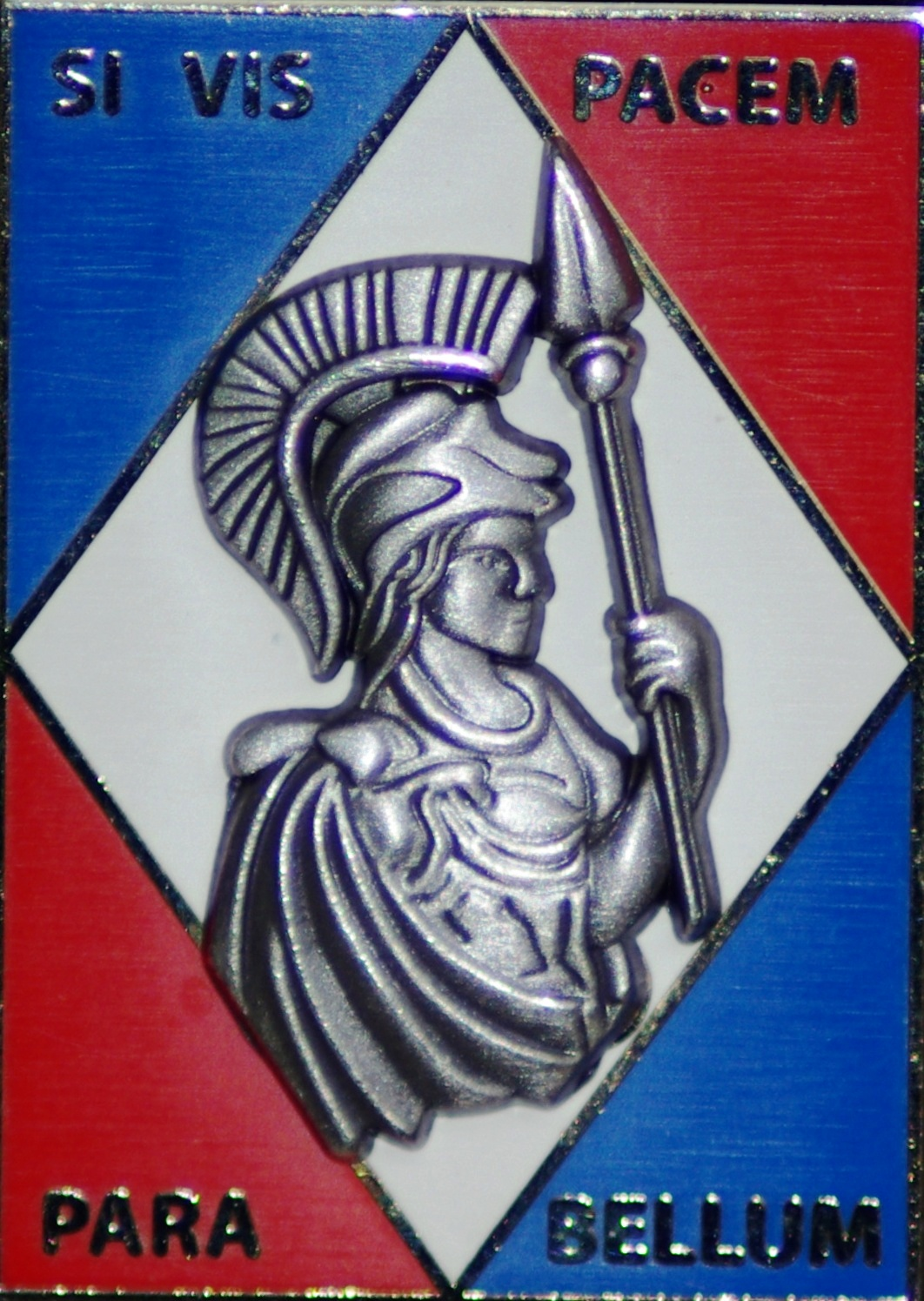
Insigne du Centre de doctrine et d'enseignement du commandement

- Insigne du Centre de doctrine et d'enseignement du commandement2016 : après réorganisation de l’enseignement militaire supérieur (EMS), l’ESORSEM, qui conserve son accueil aux volontaires d'autres armées et services, dépend désormais du Centre de Doctrine et d’Enseignement du Commandement (CDEC), lui-même sous l’autorité directe du major général de l'Armée de terre.

- 2018 : certaines qualifications ORSEM sont reconnues comme certifications et inscrites au RNCP. Le diplôme et les brevets que peuvent obtenir les ORSEM donnent droit, par ailleurs, au port d'un brevet de spécialité métallique commun à l'active et à la réserve ;
- 2019 : comme toutes les entités qui dépendaient du CDEC, l'école supérieure des ORSEM s'était vue doter d'un nouveau fanion de tradition à l'instar de ses écoles « sœurs » (école d'état-major, enseignement militaire supérieur scientifique et technique et école de guerre-Terre) portant sa dénomination à l'avers et sur son revers, son insigne sur lequel figure donc la devise des ORSEM: "ils s'instruisent pour mieux servir".
- 2020 : Deux ans après les autres qualifications, le DORSEM est à son tour inscrit au RNCP comme une certification professionnelle de Manager d'Unité Fonctionnelle et Opérationnelle (MUFO) de niveau 7.
- 2024 : l'année marque le 125e anniversaire de la Réunion des ORSEM. Elle a souhaité y associer l’ESORSEM qui, bien que créée plus tard, contribue avec elle à la perpétuation de ce concept original que sont les ORSEM.

## Cursus
Le cursus de formation dispensé par l'ESORSEM a connu de nombreuses évolutions et vient récemment de s'élargir.

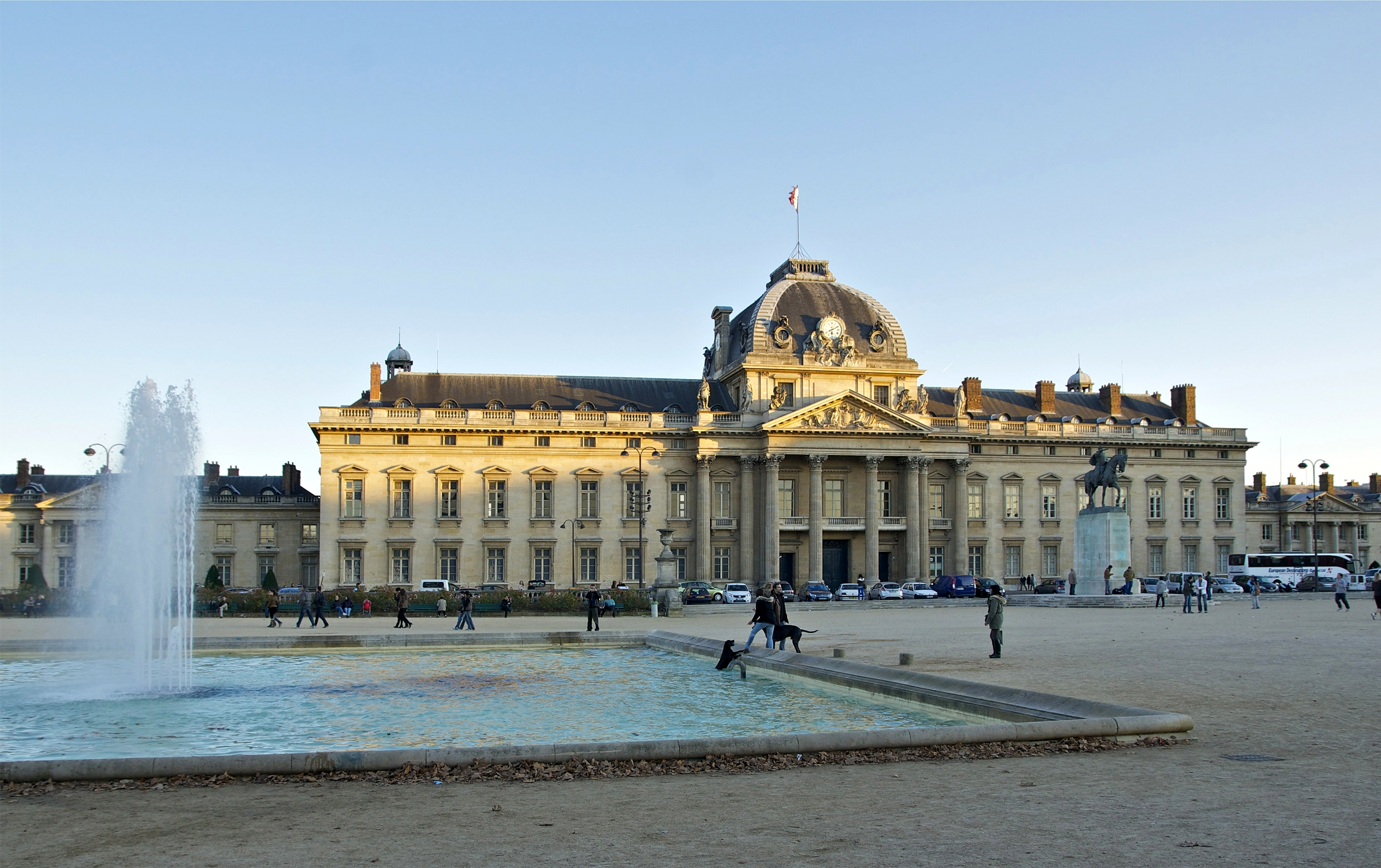
École militaire de Paris, siège de l'ESORSEM, où ont lieu les différents stages qualifiants (en principe l'été)

Dans les années 1980 jusqu'en 2001, les candidats préparent en deux ans le concours annuel d'accès au stage national de trois semaines organisé par l'ESORSEM à Paris, ceci en suivant des cours dispensés par l'état-major local dont ils dépendent. Par la suite, le cursus sera scindé en deux étapes : le certificat et le diplôme d'état-major ; la volonté s'affirmant, plus encore depuis 2012, de mettre progressivement les qualifications des ORSEM en correspondance avec celles des officiers de carrière malgré leur spécificité, ce cursus sera élargi pour couvrir la totalité du parcours professionnel des officiers de réserve destinés à servir en états-majors.

Désormais, ce cursus de formation continue tout au long de la carrière, comprend quatre niveaux, :
- le stage d’initiation aux techniques d’état-major (SITEM) destiné aux aspirants de réserve, débouche sur l'obtention du brevet d'initiation aux techniques d'état-major (BIEM) après un stage réussi de deux semaines réalisé après leur formation initiale ;
- le stage de certification d'état-major (SCEM) destiné principalement aux lieutenants ou jeunes capitaines de réserve, débouche sur l'obtention du certificat d'état-major (CEM) après un stage réussi de deux semaines ;
- le stage du cours supérieur des ORSEM (CSORSEM), destiné aux capitaines de réserve n'est accessible qu'après une préparation d'une année ponctuée de périodes d'enseignement dirigées à l'Ecole et de travaux personnels à distance, et la réussite à un examen d'admission qui comprend deux épreuves écrites d’admissibilité et une épreuve orale d’admission. Cette formation étalée sur une année est initialement encadré par des professeurs d'active pour la préparation de l'examen, puis par des réservistes ayant la qualification d'instructeurs pour le stage final[24]. La réussite de cet examen et la validation du stage permet l'obtention du diplôme d'ORSEM (DORSEM), dont les détenteurs se voient également attribuer le diplôme d'état-major (DEM). Ce dernier est commun aux militaires d'active et de réserve, et relève de l'enseignement militaire supérieur du premier degré (EMS1)[23].Insigne GS 354 pour les officiers Diplômés Etat-Major  (ayant réussi les ORSEM).

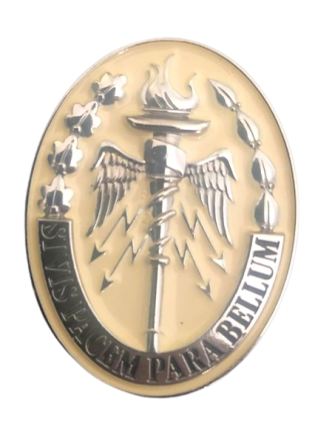
Insigne GS 354 pour les officiers Diplômés Etat-Major (ayant réussi les ORSEM).

- le stage du brevet technique d’études militaires générales (BTEMG-Réserve) relève de l'enseignement militaire supérieur du deuxième degré (ESM2) ; chaque année depuis 2014[21], quinze à vingt lieutenants-colonels ORSEM sélectionnés sont admis à suivre à l'ESORSEM ce stage de haut niveau[25], qui leur permettra d’être « brevetés » à l’instar des officiers de carrière, et donc d’être promu au grade de colonel. Par contre, le brevet technique interarmées de réserve (BTIAR) est directement préparé à l'école de guerre (EMS2 interarmées)[26].Insigne GS 352 pour officiers brevetés (ayant réussi le BTEMG-Réserve)

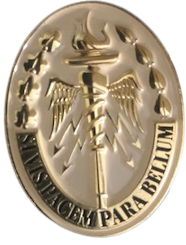
Insigne GS 352 pour officiers brevetés (ayant réussi le BTEMG-Réserve)

L'ESORSEM fournit aux réservistes ORSEM la possibilité de stages tout au long de leur carrière et aussi des conférences, des voyages d'étude, des participations à la journée interarmes du CIADA (camp interarmes des divisions d’application). Les ORSEM ont la possibilité de se spécialiser dans un domaine particulier après avoir satisfait à la réalisation de stages qualifiants spécifiques, ceux de l'ESORSEM (ci-dessous), ou dans leurs affectations,.
À côté des formations de cursus, l’école dispense aussi désormais cinq formations d’adaptation rendues nécessaires par les besoins des formations d’emploi :
- le stage national des officiers adjoints réserve (SNOAR), qui a pour but de former les officiers à tenir leur rôle de conseiller du commandement et à assurer une interface efficace avec le monde civil ;
- le stage des officiers de la chaîne « Organisation territoriale interarmées de défense » (OTIAD) et le stage des sous-officiers de la chaîne « Organisation territoriale interarmées de défense » (OTIAD-SOF), qui visent à faire acquérir les connaissances et les techniques de travail nécessaires pour tenir un emploi d’officier ou de sous-officier traitant au sein d’un état-major de la chaîne OTIAD (organisation territoriale interarmées de défense)[27] ; ces deux stages ont la particularité d'être communs au personnel d'active et de réserve ;
- le stage national des sous-officiers d’état-major (SOFEM), visant à faire acquérir au personnel sous-officier les méthodes et les outils de travail en état-major, organique ou opérationnel ;
- le stage territoire national (ORSEM TN), visant à former les officiers de réserve à s'insérer dans un état-major de régiment ou de brigade dans le cadre d'un déploiement sur le territoire national.

Depuis 2018, les ORSEM diplômés (ou brevetés) ainsi que leurs camarades de carrière ont droit au port du brevet militaire professionnel correspondant à leur qualification, y compris à titre rétroactif (insigne calqué sur celui de l'ancienne école supérieure de guerre avec une variation de couleur de l'argent au doré correspondant aux trois niveaux possibles).
Par ailleurs, certaines qualifications données par l'ESORSEM sont désormais inscrites au RNCP (répertoire national des certifications professionnelles). Les stagiaires des SOFEM et SCEM recevant désormais la certification professionnelle de "responsable en management des organisations", option "management stratégique", de niveau 6 (ancien niveau II) ,,.
Dans les formations délivrées par le CDEC, le DORSEM se voit transposé en certification professionnelle de Manager d'Unité Opérationnelle et Fonctionnelle (MUFO), depuis un arrêté du ministère des Armées en date du 17/07/2020 . Cette certification est enregistrée au registre national des certifications professionnelles (RNCP) sous le numéro 29444 et classée au niveau de classification 7 (équivalent de niveau master 2),.

## Devise
De 1947 à 1982 : Duci et militi (pour le chef et pour le soldat), devise partagée avec l'école d'état-major.
Depuis 1982, la devise de l'École est : « Ils s'instruisent pour mieux servir ».

## Les promotions des ORSEM
De 1900 à 1975, de l'ordre de 90 promotions se succèdent jusqu'à celle de 1976 qui est la première à être baptisée du nom d'un parrain. Les numéros de promotion restent sujet à caution en raison des interruptions liées aux deux guerres mondiales.
Les premiers insignes de promotion apparaissent de manière isolée en 1985 et 1986 avec les promotions « Colonel Touny » et « Capitaine de Redon » (photos). Ils deviennent davantage systématique sans être une règle à partir de 1994 avec la promotion « Cinquantenaire de la Libération de Paris » jusqu'à ce jour où la tradition semble mieux établie.

## Directeurs ou commandants de l'ESORSEM
De 1900 à 1914 le lieutenant-colonel Frocard, réserviste, est d'abord président du Conseil d'instruction de la Réunion, puis directeur-adjoint de l'École d'instruction, successivement sous l'autorité du chef d'état-major du Gouverneur militaire de Paris (1901), puis du général commandant l'École supérieure de guerre (1911). L'école rouvre après la guerre, en 1920. Ses directeurs successifs sont désormais des militaires de carrière.